# Mazepa (opera)
Mazeta je operou třech dějstvích a šesti obrazech Petra Iljiče Čajkovského. Dílo na historický námět podle Puškinovy básně Poltava vzniklo mezi velice úspěšným Evženem Oněginem a Pikovou dámou. Premiéru mělo ve Velkém divadle v Moskvě v roce 1884. Hned čtyři dny poté se objevila na jevišti Mariinského divadla v Petrohradě v nastudování českého dirigenta Eduarda Nápravníka

## Charakteristika díla
Čajkovskij zachytil v partituře opery množství ruských písňových a tanečních žánrů, často v ostrých dramatických kontrastech. Například lze uvést příchod odsouzenců, kterému předchází písnička podnapilého kozáka nebo samotný tragický závěr příběhu mnoha smrtí, při němž zní ukolébavka šílené Marie v čistém stylu lidové písně. Za povšimnutí stojí i předehra "Bitva u Poltavy" v posledním dějství.

## Inscenační historie v českých zemích
V českých zemích byla opera poprvé a naposledy uvedeno v pražském Národním divadle roku 1934. Po 2. světové válce se pak opera objevila v padesátých letech pouze v Plzni.